# Buțiv, Mostîska
Buțiv (în ucraineană Буців) este un sat în comuna Șehîni din raionul Mostîska, regiunea Liov, Ucraina.

## Demografie
Componența lingvistică a localității Buțiv
     Ucraineană (99,86%)
     Alte limbi (0,14%)
Conform recensământului din 2001, majoritatea populației localității Buțiv era vorbitoare de ucraineană (99,86%), existând în minoritate și vorbitori de alte limbi.